# Merei Akshalov
Merei Akshalov (en kazajo: Мерей Ақшалов; Akmola, URSS, 8 de mayo de 1988) es un deportista kazajo que compitió en boxeo. Ganó una medalla de oro en el Campeonato Mundial de Boxeo Aficionado de 2013, en el peso wélter ligero.

## Palmarés internacional
| Campeonato Mundial | Campeonato Mundial  | Campeonato Mundial | Campeonato Mundial |
| Año                | Lugar               | Medalla            | Categoría          |
| ------------------ | ------------------- | ------------------ | ------------------ |
| 2013               | Almaty (Kazajistán) | Medalla de oro     | 64 kg              |